# Littorophiloscia bifasciata
Littorophiloscia bifasciata är en kräftdjursart som beskrevs av Stefano Taiti och Franco Ferrara1986. Littorophiloscia bifasciata ingår i släktet Littorophiloscia och familjen Philosciidae. Inga underarter finns listade i Catalogue of Life.